# Encyclopedia Dramatica
Encyclopedia Dramatica — сатирическая интернет-энциклопедия, основанная на движке MediaWiki. Основана в 2004 году Шеррод Дегриппо, также известной как Girlvinyl. Тематика содержимого была связана в первую очередь с культурой имиджборд и интернет-мемами. Девизом энциклопедии является фраза «In lulz we trust» («На лулзы уповаем») — пародия на «In God We Trust».
Схожим по тематике сайтом на русском языке может считаться Луркоморье.
В апреле 2011 года проект был закрыт владельцами. На его месте был создан сайт OhInternet.com. Прежнее содержимое сайта было выложено в файлообменных сетях, а также на нескольких сайтах-зеркалах. Через месяц Райан Клири создал форк проекта, который после нескольких смен доменов несколько лет работал по адресу encyclopediadramatica.se. В марте 2017 года этот домен заблокирован регистратором и сайт переехал по адресу encyclopediadramatica.rs.